# Pogwizdów (przystanek kolejowy)
Pogwizdów – przystanek kolejowy w Pogwizdowie, w województwie śląskim, w Polsce. Znajduje się na wysokości 265 m n.p.m.

## Historia
Przystanek w miejscowości został otwarty w 1934 roku. Wybudowano niewielki modernistyczny budynek wraz z kasą, poczekalnią, niewielkimi magazynami. Dodatkowo budynek zawierał dwupokojowe mieszkanie dla dróżnika obsługującego przejazd. W początkowym okresie wybudowano także krótki tor zakończony kozłem dla dostaw dla okolicznych rolników. W okresie powojennym w okolicy przystanku została utworzona żwirownia, na terenie której funkcjonowała kolej wąskotorowa. Dla potrzeb zakładu wytyczona została bocznica oraz została postawiona jednostanowiskowa lokomotywownia, w której stacjonowała lokomotywa SM03. W późniejszym okresie lokomotywa została wywieziona. Z czasem lokomotywownia została wyburzona. W okresie budowy kopalni węgla kamiennego „Morcinek” w pobliskich Kaczycach, przystanek awansował do miana stacji kolejowej. W 1980 roku wybudowano dodatkowe tory stacyjne z głowicą wjazdową od strony Kaczyc, nastawnię dysponującą rampę wyładowczą oraz nowy peron. Ze stacji poprowadzono w roku 1983 tymczasowe odgałęzienie toru na teren kopalnio umożliwiające dostarczanie materiałów bezpośrednio na plac budowy. Po otwarciu nowego odcinka bocznicy ze stacji w Kaczycach, bocznica została zlikwidowana. Po likwidacji kopalni w 2000 roku stacja została zdegradowana do rangi przystanku. Wkrótce zlikwidowano budynek nastawni oraz dodatkowe tory. Jedak jeden z kozłów oporowych został zachowany. Od sierpnia do grudnia 2019 roku przeprowadzono przebudowę peronu. Przystanek jest obsługiwany przez samorządowego przewoźnika Koleje Śląskie. 

## Ruch pasażerski
| Rok  | Wymiana pasażerska na dobę |
| ---- | -------------------------- |
| 2017 | 0-9                        |
| 2022 | 20-49                      |